# لهافا
لِهافا (بالعبرية: להב"ה) اختصار لـ لمنع الاندماج في الأراضي المقدسة (بالعبرية: למניעת התבוללות בארץ הקודש). هي منظمة صهيونية إسرائيلية يمينية متطرفة، تأسست عام 1999م، لها مئات المؤيدين، تنشط في الضفة الغربيّة والقدس وداخل الخط الأخضر لا سيما في مدن الساحل. ثمة من يعتبرها امتدادًا لحركة كاخ العنصرية المتطرفة المحظورة في إسرائيل، في حين يرى آخرون أنها تعمل ضمن الإطار القانوني الصهيوني. أُستمدَّت معتقدات هذه الحركة من فِكِر وايديولوجيا مائير كاهانا.
أسسها بِنتْسِي غوبشتاين.
```
هدف المنظمة الأساسي، حسب ما ورد في منشوراتها، هو "إنقاذ الفتيات من شعب إسرائيل اللاتي أُغرين للارتباط العاطفي مع الأغيار".
[
4
]
 تعمل المنظمة على منع النساء 
اليهوديات
 من الارتباط بغير 
اليهود
، وتقدم المساعدات العملية والقانونية للنساء اليهوديات لقطع علاقاتهن العاطفية والشخصيّة مع الرجال من الأغيار. وتدعو المنظمة إلى توظيف اليهود فقط، على أساس أن توظيف العرب في الشركات المملوكة لليهود يُسهم في ارتفاع معدل الاندماج في 
إسرائيل
.
```

منظمة "لِهافا" ليست كيانًا قانونيًا، ويرتبط اسمها بجمعيتين إسرائيليتين تابعات لخلفاء الحاخام كهانا اللتان تستلمان التبرعات المخصصة للمنظمة وهما: جمعية "الرحمة مساعدة للمحتاجين" وجمعية "صندوق إنقاذ شعب إسرائيل".

## التأسيس والأهداف
هي منظمة يهودية يمينية عنصريّة أسسها الناشط المتطرف بنْتْسي -بن تسيون- غوبشتاين عام 1999م، بهدف منع الزواج المختلط ومنع اندماج اليهود في الأراضي المقدسة. تبنّت هذه المنظّمة خطاب الكراهية والعنصرية للعرب، ولا سيما في مناطق القدس المحتلّة ومدن الساحل أو ما يُعرف بالمدن المختلطة.
وتَعنِى «لِهافا» باللغة العربية "الشعلة"،وأُسِسَت بهدف منع الزواج المختلط، أي عدم زواج اليهوديات بكلّ من هو غير يهودي ولا سيما الزواج من العرب، والخوض في علاقات غراميّة؛ بالتالي، تأسست هذه المنظمة من أجل إنجاء الرّوح اليهودية عن طريق انقاذ الفتيات اليهوديات من الزواج "بعربيّ" ومحاولة استردادهن إلى شعبهن الأصلي وهم اليهود قبل التورّط في أي علاقة شرعية استنادا على مقولة "كلّ من يُنقذ فردًا واحدا من إسرائيل كأنّما أنقذ العالم بأسره". ويصفها البعض بشرطة الآداب اليهودية. ولا تكتفي لِهافا بالوعظ والعلاقات العامة، فقد سبق أن تورطت باعتداءات لفظية وجسدية على فلسطينيين لارتباطهم بعلاقات مع فتيات يهوديات أو بالزواج بهن.
إلى جانب ذلك ينظِّم نشطاء المنظمة تظاهرات أمام حفلات أعراس إذا كانت العروس فتاة يهودية؛ وفي العام 2020 طالبت المنظمة سلطة الخدمة المدنيّة بعدم إرسال المتطوعات اليهوديات إلى المستشفيات لمنعهن من الاختلاط مع العرب.

## الحيّز المكاني "حركة لِهافا"
تنشّط جماعة لِهافا في الضفة الغربية والقدس والمناطق المحتلة 1948. في مايو/ أيّار 2021 شهدت المدن الساحلية في الداخل الفلسطيني هبّة تضامنية شعبية تزامنا مع أحداث الشيخ جراح وتهجير سكّانها، والاعتداءات على المسجد الأقصى كمحاولة لتقسيمه مكانيّا وزمانيّا والسيطرة عليه، وتضامنا مع قطاع غزّة ضد العدوان الإسرائيلي حينذاك، بحيث شهدت تلك الفترة اعتداءات مجحفة بحق المواطنين الفلسطينيين في يافا وعكّا واللد من قِبَل عناصر لاهافا، مما أسفر عن استشهاد الشاب محمد كيوان من مدينة أم الفحم في الداخل الفلسطيني، وموسى حسونة من اللد وأكثر من مئة جريح. وقد شملت هذه الاعتداءات مناطق القدس المحتلة في أعقاب مظاهرة يمينية مناهضة للعرب تابعة "للاهافا" تدعو من خلالها إلى "الموت للعرب" ما أدى إلى نشوب حالة من الاستنفرار بين الفلسطينيين والمتظاهرين المتطرّفين وقوّات الأمن الإسرائيلية.

## "لِهافا" تدعو لتفكيك قبّة الصخرة
في سنة 2022 وفيما يُسمّى "يوم القدس" والّذي تُحيي فيه إسرائيل ذكرى احتلالها عام 1967، شنّت "لِهافا" المتطرفّة حملة دعا بها رئيس المنظمة إلى تفكيك قبّة الصخرة وبناء وتدشين "الهيكل المزعوم" في ساحات المسجد الأقصى، وحشد مشاركة واسعة لإقتحامه وآداء صلواتهم التلمودية كمحاولة لتكريس تقسيم المسجد الأقصى زمانيّا ومكانيا ما يُصعّد العدوان الاسرائيلي على القدس، وطمس هويّتها الدينية.

## إحراق مدرسة ثنائية اللغة العربية-العبرية في القدس.
قدمت النيابة العامة في إسرائيل يوم الأربعاء 24/2/1436 هـ - الموافق 17/12/2014 م لوائح اتهام ضد ثلاثة من ناشطي منظمة «لاهافا» العنصرية، اعترفوا خلال التحقيق معهم بالمشاركة بإحراق المدرسة ثنائية اللغة العربية-اليهودية في القدس المحتلة قبل أسبوع، لأنها تدعو للتعايش مع العرب.
ومددت المحكمة اعتقال سبعة من قادة المنظمة ورئيسها بن تسيون جوفشطاين ليومين بشبهة التحريض والحض على ارتكاب جرائم العنف والكراهية، وتشجيع الفتية الثلاثة على إحراق أحد فصول المدرسة المذكورة.
وخلال التحقيق معهم اعترف المتهمون الثلاثة بأنهم قرروا إحراق المدرسة على خلفية عمليات فلسطينية في القدس، وبعدما سمعوا عن قيامها بإحياء ذكرى رحيل الرئيس الفلسطيني ياسر عرفات قبل شهر من الحادث.

### ملاحقة قانونية.
تحذر أطراف إسرائيلية -خاصة الأحزاب اليسارية- من خطورة توجهات وممارسات منظمة «لاهافا» المتطرفة، والتي تعتبرها امتدادا لحركة كاخ المحظورة. وتعنى «لاهافا» بمنع احتكاك اليهود بالفلسطينيين، خصوصا منع الزواج المختلط، ويصفها البعض بشرطة الآداب اليهودية.

## دعوة لحرق الكنائس بإسرائيل.
في 20 شوال 1436 هـ الموافق 5 آب 2015م دعا زعيم المنظمة «بنتسي جوبشتاين» إلى حرق الكنائس في «إسرائيل» بدعوى وجود تلك التوجيهات في التوراه.
قائلا «أنا أؤيد حرق الكنائس المسيحية؛ لذلك أعلن دعوتي لحرق الكنائس الموجودة في إسرائيل».
وفي رده على منتقديه، أوضح جوبشتاين في كلمته: «لماذا تتفاجأون من حديثي؟ وأين الغريب في ذلك؟ يجب أن نحرق الكنائس، لأن هذا الحديث ورد في التوراة».

### ردود فعل
قال إسحاق هرتسوغ زعيم المعارضة: «يجب اعتقال مطلق هذه الدعوة، وإغلاق منظمته؛ لأنها تقود عملية التحريض والكراهية».
واستخدمت سلطات الاحتلال للمرة الأولى سلاح الاعتقال الإداري ضد يهودي متطرف، وذلك بعد أربعة أيام على مقتل رضيع فلسطيني حرقاً في هجوم استهدف منزله في شمال الضفة الغربية المحتلة، ويشتبه بوقوف مستوطنين متطرفين يهود خلفه.
ويرى مراقبون أن الاحتلال يحاول من خلال هذه الخطوة الظهور وكأنه «دولة قانون»، في وقت تتهم فيه الحكومة الصهيونية دوليا وعالميا بارتكاب جرائم حرب أثناء حربها مع غزة، وتخشى به من عزلة دولية، ومحاكم جنائية قانونية، جراء استمرار سياسة الاستيطان في الضفة الغربية، والحصار في قطاع غزة.
استنكر رجال دين مسيحيون في فلسطين دعوة رئيس منظمة لحرق الكنائس، وحمّلوا إسرائيل مسؤولية تهديد الفلسطينيين والمساس بهم وبمقدساتهم، داعين لتعزيز وحدتهم.وقدم مجلس الكنائس في الديار المقدسة شكوى للمستشار القضائي للحكومة الإسرائيلية قبل إرسال مذكرة للفاتيكان بشأن الدعوة الصادرة عن هذه المنظمة المتشددة التي تشكلت قبل عقد لمكافحة الزواج المختلط، وتمارس العنف ضد فلسطينيين تزوجوا من يهوديات.
وزار وفد كبير من رجال الدين المسلمين والمسيحيين بيت العزاء في قرية دوما المحتلة، وأكدوا تكافلهم مع أهاليها، خاصة عائلة دوابشة التي أحرق مستوطنون رضيعها علي وهو ابن 18 شهرا، وشدد الوفد على أن إسرائيل هي المسؤولة عن جرائم المستوطنين بحق الشعب الفلسطيني.
وأوضح البطريرك المتقاعد لطائفة اللاتين ميشيل صباح في كلمته في دوما أن إسرائيل هي المعتدية لأنها تحمي وتدعم المعتدين ولأنها دولة محتلة.
كما وجّه انتقادات للدول الكبرى التي لا تردع إسرائيل عن انتهاكاتها، مشددا على أن الفلسطينيين أقوى من هذه الأطراف إن اتحدوا، وتابع «لن نترك وسنبقى إن قررنا أن نكون أقوياء بوحدتنا».وفي انتقاد للقيادة الفلسطينية، شدد صباح على أن فلسطين أكبر من كل الأحزاب والزعماء، وأنها تحتاج لزعيم يوحد أهلها.

## الشاباك يرفض حظرها.
بعد أن دعا وزير الأمن الإسرائيلي موشيه يعالون، الشاباك وأذرع الأمن لتشديد قبضتها على المنظمات اليهودية المتطرفة في أعقاب عملية حرق الطفل بدوما، ومن ضمنها إصدار أوامر اعتقال إدارية بحق مشتبهين مفترضين، رفض جهاز الاستخبارات الإسرائيلية «الشاباك» إدراج المنظمة على قوائم الإرهاب، زاعمًا أن الأدلة لا تكفي لحظر نشاطها.
وقال جهاز الشباك في مذكرة رسمية، إنه لا يمكن وفق الأدلة الحالية المتوفرة لديه، الإعلان أن منظمة «لاهافا»، والتي نفّذت اعتداءات ضد العرب، هي خارجة على القانون أو تعريفها بأنها منظمة «إرهابية»، بحسب صحيفة «هآرتس» الإسرائيلية.
وأشارت الصحيفة إلى أن هذه المذكرة، أُعدَّت بعد طلب قدمه وزير الأمن الإسرائيلي، موشيه يعالون، بهذا الخصوص، لجهاز «الشاباك» قبل أشهر عدّة.
ويأتي إعلان الشاباك هذا، بعد جريمة حرق عائلة دوابشة، وازدياد الانتقادات لتساهل أجهزة الأمن الإسرائيلية مع العناصر الإرهابية. وفي محاولة "لتجميل" صورة إسرائيل الدوليّة وفي ظل تمادي المستوطنين بتنفيذ عمليات عدائية ضد الفلسطينيين في الضفة الغربيّة عام 2022، أدرج بني غانتس حركة "لاهافا" واعتبرها منظمة ارهابيّة باعتبار أن هذه الجرائم الّتي تُطال الفلسطينيين تُنفّذ من قِبَل مجموعات صغيرة لا تمثّل الشعب اليهودي كمحاولة للردّ على الانتقادات الدوليّة.